# Porter Goss
Porter Johnston Goss (Waterbury, Connecticut, 26 de noviembre de 1938) es un político estadounidense. Fue director de la CIA desde el 24 de septiembre de 2004 al 5 de mayo de 2006, sucediendo a George Tenet.

## Trayectoria

### CIA: Agente
Fue agente de la CIA durante diez años (desde 1962 hasta 1972), y tuvo operaciones en América Latina, Europa y El Caribe. Entre esas estuvo en el reclutamiento de mercenarios que desembarcaron en la Bahía de Cochinos, por el asesinato de Fidel Castro, en 1967, participó en la formación de Félix Rodríguez Mendigutía, que fue a localizar, detener y ejecutar al Che Guevara en Bolivia. Pero después tuvo que dejar de ser miembro de la agencia por una enfermedad.

### CIA: Director
El nombramiento de Porter Goss para dirigir la CIA es una de las directrices que siguieron al ataque del 11 de septiembre de 2001. Fue considerado por John Kerry como "el peor nombramiento". Al fin y al cabo, su nombramiento se produjo el 24 de septiembre de 2004 y al asumir el cargo, le dijo a los congresistas EE. UU. que siempre se reserva la opción de "usar la fuerza letal, por ejemplo, en su caso contra los miembros de la planificación de ataques de Al Qaeda contra Estados Unidos".
Ante la sorpresa del pueblo estadounidense, Goss dimitió a su cargo el 5 de mayo de 2006, con tan sólo un año y ocho meses en el cargo. Su sucesor fue el almirante Michael Hayden.